# Пълноземие
„ПЪЛНОЗЕМИЕ“ е третата книга от змейската поредица на писателя Николай Теллалов, започната с романите Да пробудиш драконче и Царска заръка.
След редица перипетии и значителни съкращения, романът е издаден през 2002 г. от ИК „Квазар“, под редакцията на Валентина Тодорова-Маринова.